# Aeroportul Aviador Carlos Campos
Aeroportul Aviador Carlos Campos (IATA: CPC, ICAO: SAZY) este un aeroport din Provincia Neuquén, Argentina ce deservește zona San Martín de los Andes⁠(d). Aeroportul a fost tranzitat în decembrie 2022 de 12.673 de pasageri.
Situat la o altitudine de 783 m, aeroportul dispune de o singură pistă.